# تحویل
تحویل  (انگلیسی: Delivery) فرایند حمل کالا از یک محل مبدأ به یک مقصد از پیش تعیین شده‌است. بار و کالاهای فیزیکی در درجه اول بصورت زمینی از طریق جاده‌ها و راه‌آهن، سپس خطوط ترابری دریایی و در نهایت از طریق شبکه‌های هواپیمایی، به محل مورد نظر تحویل داده می‌شوند. 
انواع خاصی از کالاها ممکن است از طریق شبکه‌های خاص مانند خطوط لوله برای کالاهای مایع، شبکه‌های برق برای انتقال الکتریسیته و شبکه‌های رایانه‌ای مانند اینترنت برای اطلاعات الکترونیکی نیز تحویل داده شوند.
تحویل یک جزء اساسی در بازرگانی است و شامل ترابری و توزیع کالا می شود. بنگاه های متخصص در تحویلِ کالاهای تجاری از محل تولید یا انبار تا محل فروش ، عموماً به عنوان توزیع کننده شناخته می شوند .در حالی که بنگاه هایی که در تحویل کالا به مصرف کننده تخصص دارند به عنوان خدمات تحویل شناخته می شوند. 

## تحویل کالاهای مصرفی
اکثر کالاهای مصرفی از یک نقطه تولید (مثل کارخانه یا مزرعه) از طریق یک یا چند نقطه ذخیره سازی (انبار) به  پایانه فروش (مانند فروشگاه های خرده فروشی یا فروشندگان آنلاین) تحویل داده می شوند.
محصولات فروخته شده از طریق کاتالوگ یا اینترنت ممکن است مستقیماً از سازنده یا انبار به خانه مصرف کننده یا به یک غرفه تحویل خودکار تحویل داده شوند. تولیدکنندگان کوچک ممکن است محصولات خود را مستقیماً بدون استفاده از انبار به فروشگاه های خرده فروشی تحویل دهند.
تحویل در درب منزل اغلب در فست فود ها موجود است.در برخی موارد تحویل کالاهای سوپرمارکتی در درب منزل نیز انجام می شود.گاهی شرکت های پیک خصوصی خدمات تحویل کالاهای مصرفی را به طور منظم برای شرکت های تجارت الکترونیک انجام می دهند.